# Wolfram Waibel Jr.
Pour les articles homonymes, voir Waibel.
Wolfram Waibel Jr., né le 22 février 1970 à Hohenems, est un tireur sportif autrichien.

## Carrière
Wolfram Waibel Jr. participe aux Jeux olympiques d'été de 1996 à Atlanta où il remporte la médaille d'argent dans l'épreuve de la carabine 10 mètres et la médaille de bronze dans l'épreuve de la carabine 50 mètres trois positions .